# Willy Gropp
Willy Gropp (* 3. Januar 1922) ist ein ehemaliger deutscher Fußballspieler. Er spielte in Halle (Saale), Offenbach am Main, Thale, Lübeck und Aachen Erstliga-Fußball. Mit der SG Eisenhüttenwerk Thale wurde er 1950 DDR-Pokalsieger.

## Sportliche Laufbahn
Bis 1943 spielte Willy Gropp in der Gauliga Mitte für die Sportfreunde Halle. Danach war er bis 1944 bei den Offenbacher Kickers in der Gauliga Hessen-Nassau aktiv. Mit den Kickers wurde er Gaumeister, wurde aber in der Endrunde um die deutsche Fußballmeisterschaft nicht eingesetzt.
Nach dem Ende des Zweiten Weltkriegs schloss sich Gropp der Sportgemeinschaft Eisenhüttenwerk Thale an. Mit ihr wurde er 1950 Fußballmeister von Sachsen-Anhalt und erreichte über eine Aufstiegsrunde die Qualifikation zur DDR-Oberliga. Am 3. September 1950 stand er als Linksaußenstürmer mit der SG EHW im Endspiel um den DDR-Fußballpokal. Thale gewann den Pokal durch einen 4:0-Sieg über die BSG KWU Erfurt, Gropp erzielte den 4:0-Endstand.
In seiner ersten Saison in der DDR-Oberliga 1950/51 wurde Gropp sofort Stammspieler der SG Eisenhüttenwerk, die sich noch im Laufe der Spielzeit zur Betriebssportgemeinschaft (BSG) Stahl Thale umwandelte. Gropp bestritt alle 34 Punktspiele und gehörte mit seinen elf Toren zu den treffsichersten Schützen seiner Mannschaft. Auch 1951/52 war er als Stürmer gesetzt und wurde in 30 von 36 Oberligaspielen aufgeboten, dabei kam er zu vier Torerfolgen.
Zur Spielzeit 1952/53 verließ Gropp die DDR und schloss sich dem Oberliga-Nord-Aufsteiger VfB Lübeck an. Nach einem Jahr wechselte er zu Alemannia Aachen in die Oberliga West. In der Saison 1953/54 wurde Gropp in sechs Oberligaspielen eingesetzt und schoss ein Tor. Er gehörte auch noch 1954/55 zum Aufgebote der Alemannia, kam aber in der Oberliga nicht mehr zum Einsatz.
Im Sommer 1955 kehrte Gropp nach Thale zurück. Dort war die BSG Stahl bereits zweimal abgestiegen und spielte nun in der drittklassigen II. DDR-Liga. Willy Gropp kehrte nicht noch einmal in den höherklassigen Fußball zurück.